# Acrilonitrila
Acrilonitrila (português brasileiro) ou acrilonitrilo (português europeu) é um composto químico com a fórmula 
C3H3N. Ele é monômero da poliacrilonitrila. É especialmente aplicado na industria têxtil e na produção de plásticos de engenharia, como a ABS.

## Produção
Grande parte da produção da acrilonitrila é produzida pela amoxidação do propileno, também conhecido como processo de Sohio. Em 2002, a capacidade mundial de acrilonitrila foi estimada em cinco milhões de toneladas por ano.
Acetonitrila e o cianeto de hidrogênio são subprodutos significativos que são transformadas para a comercialização.
2CH3-CH=CH2 + 2NH3 + 3O2 → 2CH2=CH-C≡N + 6H2O